# Aprositornis
Genre
Aprositornis est un genre monotypique de passereaux de la famille des Thamnophilidae. Il comprend une seule espèce d'alapi.

## Taxonomie
En 2018 le congrès ornithologique international  a séparé le genre Aprositornis  du genre Myrmeciza après une étude de phylogénétique moléculaire par Isler, Bravo & Brumfield qui a montré la paraphylie de ce dernier.

## Répartition
Ce genre est endémique du Nord de l'Amazonie.

## Liste des espèces
Selon la classification de référence du Congrès ornithologique international (version 8.1, 2018) :
- Aprositornis disjuncta (Friedmann, 1945) — Alapi du Yapacana, Fourmilier de Yapacana